# Phronèsis
Phronèsis is morele bedachtzaamheid of praktische wijsheid bij het proberen te sturen van het eigen handelen en dat van anderen. Aristoteles behandelde het begrip in Boek VI van Ethica Nicomachea. Het gaat om een intellectuele deugd op zichzelf, maar wordt ook verondersteld bij de karakterdeugden. Om een doel te bereiken, moet men zich met bedachtzaamheid een methode uitdenken.
Hierbij horen deze kenmerken:
1. centraal staat een uniek, concreet probleem;
2. geen logische afleiding, maar het resultaat van afwegingen;
3. een ethische dimensie;
4. een compromis tussen vuistregels en het unieke van de situatie

Phronèsis werkt niet enkel in het licht van theoretische kennis.

## Trivia
- Phronesis - vakblad voor toegepaste filosofie is ook de titel van een filosofisch vaktijdschrift. www.phronesismagazine.nl
- Phronesis is ook de naam van een vooruitstrevend jazztrio residerend in Londen en bestaande uit de Deense bassist Jasper Høiby, de Engelse pianist Ivo Neame en de Noors-Zweedse drummer Anton Eger.
- In Culemborg is gevestigd Uitgeverij Phronese.